# Statki czasu
Statki czasu (tyt. oryg. The Time Ships) – powieść fantastyczna autorstwa Stephena Baxtera wydana w 1995 roku. Jest autoryzowaną przez Wells Estate kontynuacją powieści Wehikuł czasu autorstwa Herberta George’a Wellsa, opowiada dalsze losy Podróżnika w Czasie. Powieść została nagrodzona nagrodą Johna B. Campbella i nagrodą BSFA w 1995 oraz nagrodą Philipa K. Dicka i Nagrodą im. Kurda Lasswitza w 1996. W tym samym roku książka była nominowana do nagrody Hugo.

## Fabuła
We wstępie znajduje się informacja, że książka została przepisana z bardzo starego papieru, który pokruszył się i był niemożliwy do odratowania. Pochodzenie tych notatek jest niewiadome, autor stwierdza, że treść książki jest przepisana z tych stron bez żadnych zmian.
Fabuła powieści zaczyna się dokładnie w tym samym momencie, w którym kończy się oryginalna powieść - Podróżnik w Czasie po powrocie z przyszłości postanawia wyruszyć w kolejną podróż. Dodatkowo, opisuje czytelnikowi dokładnie budowę wehikułu i podstawę jego działania - tajemniczy minerał, zwany plattnerytem, nazwanym tak na cześć tajemniczego nieznajomego, Gottfrieda Plattnera, który podarował mu fiolkę z próbką do zbadania.
Podróżnik wyrusza w przyszłość. W czasie lotu obserwuje wybuch Słońca i świat zostaje pogrążony w ciemnościach. Nagle zauważa tajemniczą istotę, którą nazywa Obserwatorem. Obserwator w pewnym momencie rusza w kierunku bohatera, który w nagłym odruchu strachu i przerażenia zatrzymuje wehikuł który rozbija się w roku 657.209. Kiedy Podróżnik dochodzi do siebie, postanawia się rozejrzeć po okolicy - okazuje się, że Słońce wcale nie wybuchło, a zostało otoczone olbrzymią skorupą. Rozglądając się po okolicy, znajduje posąg sfinksa - taki sam, jak ten widziany podczas poprzedniej podróży, gdy Morlokowie zaciągnęli jego pojazd do wnętrza. Wkrótce potem spostrzega grupę Morloków przy swoim wehikule, których bez namysłu atakuje.
Podróżnik w Czasie budzi się w dziwnym miejscu, na półprzezroczystej podłodze, pod którą widać gwiazdy i ze snopem światła padającego z góry. Okazuje się, że został pojmany przez Morloków i zabrany do Sfery - gigantycznej konstrukcji dookoła Słońca, obejmującej dawną orbitę Wenus. Wkrótce potem spotyka Nebogipfela - jednego z Morloków który staje się jego opiekunem w czasie pobytu w Sferze. Morlokowie dysponują zadziwiającą technologią, doskonałym systemem społecznym, ich ciała są także udoskonalone przez inżynierię genetyczną a cała rasa oddaje się w całości nauce i dąży do pogłębiania wiedzy. Bohaterowi udaje się podstępem wykraść wehikuł i ruszyć z powrotem w przeszłość. W ostatnim momencie na pojazd wskakuje Nebogipfel i zostaje drugim czasowym argonautą.
Wehikuł zatrzymuje się w roku 1873 - Podróżnik postanawia przekonać samego siebie, że konstrukcja wehikułu czasu jest błędem. Spotkanie z Mosesem (jak jest nazywany młodszy odpowiednik podróżnika) zostaje brutalnie przerwane pojawieniem się molocha wojennego - wielkiej machiny z przyszłości, przypominającej czołg na słoniowych nogach. Trójka bohaterów zostaje uprowadzona do roku 1938, w którym Europa jest pogrążona od 20 lat w stanie wojny. Miasta znajdują się pod kopułami, chroniącymi je przed bombardowaniami. Okazuje się, że Rząd Wielkiej Brytanii postanawia użyć przeciwko Niemcom nowej broni - wehikułów czasu obawiając się, żeby Niemcy nie uzyskali tej technologii wcześniej. Ponieważ „Lord Raglan”, moloch który porwał bohaterów, został zbudowany z resztek z laboratorium Podróżnika, został on wysłany w celu sprowadzenia naukowca, aby zdradził on tajemnicę produkcji plattnerytu. Nebogipfel zauważa, że niemiecki wehikuł nie jest groźbą a realnym urządzeniem, gdyż obecna wersja historii znacznie odbiega od tego, co pamięta on z tego, czego nauczył się w Sferze. Podczas nalotu, w którym zostaje uszkodzona Kopuła londyńska, ginie Moses, a Podróżnik wraz z Nebogipfelem w uszkodzonym wehikule rozpoczynają kolejną podróż w przeszłość. Ponieważ wehikuł nie ma sprawnego sterowania, lot w czasie trwa aż do wyczerpania się zasobów plattnerytu - czasowi argonauci rozbijają się w paleocenie a Nebogipfel zostaje ciężko ranny. Po kilku miesiącach życia w dżungli, bohater spotyka znajomych z roku 1938 - teraz już 1944, którzy wyruszyli ich śladem do przeszłości. Niespodziewanie pojawia się Die Zeitmachine – niemiecki messerschmitt przerobiony na maszynę czasową, który zrzuca bombę karolinową na obóz brytyjski. Samolot zostaje zestrzelony, ale wybuch atomowy sprawia, że większość żołnierzy z przyszłości ginie a wszystkie molochy zostają zniszczone. Ponownie uwięzieni w paleocenie ocaleni i ranni zakładają kolejny obóz. Osada zaczyna się rozwijać, głównie dzięki pomocy Nebogipfela, który korzystając ze swojej wiedzy tworzy z prostych składników leki, narzędzia czy papier. Nie mogąc też znieść uwięzienia na mieliźnie czasu, Nebogipfel wykorzystując wraki Die Zeitmachine i molochów, naprawia wehikuł którym przybył z Podróżnikiem do paleocenu i razem wyruszają w przyszłość.
W czasie podróży okazuje się, że osada odniosła sukces - w błyskawicznym tempie ludzkie miasta rozwijają się wokół podróżującego wehikułu, rozpoczyna się kolonizacja kosmosu. Jednak zanieczyszczenia środowiska i zachwianie równowagi w przyrodzie powodują najpierw gwałtowne ocieplenie klimatu, wielkie pożary z powodu przesycenia atmosfery tlenem a potem oziębienie klimatu, które zmienia całą planetę w zamrożoną kulę. Wehikuł zatrzymuje się w roku 1891, a bohaterowie giną zamarzając na śmierć.
Okazuje się jednak, że Konstruktorzy - myślące maszyny, potomkowie ludzkości, dobrze wiedzieli o podróżującym wehikule i czekali na jego przybycie. Wykorzystując nanotechnologię, naprawili oni ciała rozbitków, przywracając ich do życia. Po zaaklimatyzowaniu się do nowych czasów, Nebogipfel wyjaśnia swojemu towarzyszowi podróży intencje Konstruktorów - planują oni podróż do początku czasu i doceniając wkład Podróżnika w stworzenie pierwszego prototypu i w efekcie doprowadzenie do ich powstania, proponują mu uczestnictwo w tej wyprawie. Po krótkim wahaniu zgadza się on na uczestnictwo w tej podróży i razem z Nebogipfelem ruszają w wehikule w przyszłość, aby przeskoczyć do momentu w którym tytułowe Statki czasu Konstruktorów zostaną ukończone. Na miejscu Konstruktorzy zmieniają ciała podróżników w czystą informację, gdyż w swojej materialnej postaci nie mogliby oni przetrwać takiej podróży. Statki czasu wyruszają w przeszłość, oglądając narodziny Wszechświata, dochodząc do początku czasu. W czasie podróży kolejny raz spotyka Obserwatorów, którzy pokazują mu idealny, nieskończony wszechświat, Historię poszukiwaną przez Konstruktorów.
Tymczasem, Podróżnik odzyskuje swoje ciało i pierwszy wehikuł i orientuje się, że znajduje się w roku 1871. Podając się za Gottfrieda Plattnera, wręcza samemu sobie fiolkę z plattnerytem, podarowaną mu przez Konstruktorów, zamykając w ten sposób pętlę przyczynowo-skutkową. Nebogipfel rozstaje się z Podróżnikiem - zamierza kontynuować podróż przez czas z potomkami Konstruktorów i Obserwatorami - i opuścić lokalną wielorakość historii i przejść na wyższy poziom - wielorakości wielorakości. Bohater tymczasem, zadowolony z odzyskania swojego pierwszego wehikułu - wyrusza ponownie w przyszłość, do roku 802.701 aby uczynić to, co zamierzał w czasie swojej drugiej podróży w Czas, tak nieoczekiwanie zakończonej uwięzieniem w Sferze - uratować Weenę. Udaje mu się dokonać tego w ostatnim momencie - widzi także swojego odpowiednika, który ucieka w przeszłość i który dopiero doświadczy wszystkich podróży przez Historie. Po uratowaniu Weeny postanawia zniszczyć wehikuł a także próbuje uczyć Elojów, aby zmniejszyć ich zależność od Morloków i uwolnić ten świat od powolnej degradacji i degeneracji. Spisuje wszystkie swoje przygody i wkłada je do skrzynki zalanej platterytem, licząc, że odnajdzie to inny Podróżnik w Czasie. Na końcu dodaje, że wyrusza do podziemi Morloków aby spróbować się z nimi porozumieć i obiecuje dopisać wynik tych rozmów.
Książka kończy się informacją, że żadnego dopisku nie znaleziono.